# Frode Berg

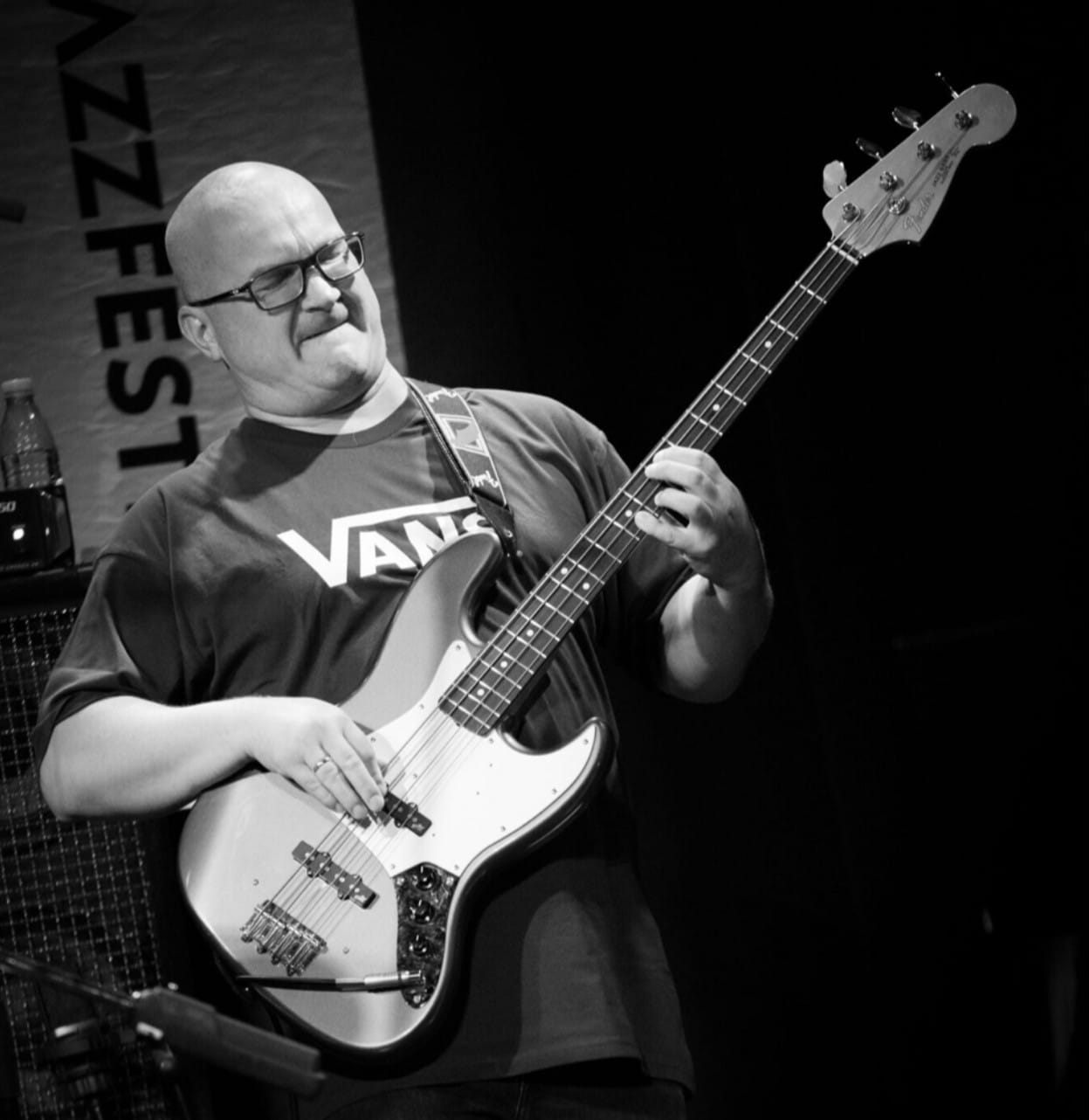
Frode Berg (2018)

Frode Berg (* 24. Oktober 1971 in Oslo) ist ein norwegischer Bassist.

## Biografie
Berg wuchs als Sohn eines Marinegeistlichen in Australien, Belgien, Frankreich und England auf, bevor er im Alter von 11 Jahren nach Norwegen zurückkehrte. Er lebte in Lier und erlernte zunächst das Klavier- und Trompetenspiel.
Er begann 1990 ein Studium am klassischen Kontrabass an der norwegischen Musikakademie in Oslo, das er nach einem Zwischenspiel bei Donna Summer 1994 bei Knut Guettler abschloss.

Als Jazzmusiker fand er Aufnahme im Helge-Lien-Trio, mit dem er sieben Alben aufnahm.

Als Orchesterbassist war er ab 2010 Mitglied des Oslo-Filharmonien-Orchesters und 2011 des Tampere Philharmonic Orchestras, trat aber auch mit der NDR Bigband auf. Insgesamt spielte er mit unterschiedlichsten Formationen mehr als 50 verschiedenen Alben ein.

Als Schauspieler ist Berg in Artemis 81 als Pastorensohn zu sehen.
Berg veröffentlichte jedoch auch als Solist beachtete Alben und war später viel mit dem Gitarristen Knut Værnes unterwegs.

## Auszeichnungen
- 2008 Spellemannprisen in der Kategorie Jazz, für Hello Troll mit dem  Helge Lien Trio

## Diskografie (Auswahl)
- 1993 Dig It!
- 1995 Jacques Tati (Værnes – Ofstad – Berg)